# Włodzimierz Lewik
Włodzimierz Lewik (ur. 8 kwietnia 1905 w Krakowie, zm. 19 października 1962 w Warszawie) – polski poeta, tłumacz i krytyk literacki.
W okresie międzywojennym związany był ze Lwowem, gdzie studiował polonistykę na Uniwersytecie Jana Kazimierza i debiutował jako poeta w 1926 roku. Pracował w Wydawnictwie Zakładu Narodowego im. Ossolińskich (1930–1934, 1936–1939), a ponadto współpracował z kilkoma czasopismami, publikując w nich między innymi swoje wiersze, recenzje i przekłady, oraz z Polskim Radiem.
Walczył w kampanii wrześniowej, resztę wojny spędził w niemieckiej niewoli. W latach 1945–1950 przebywał na terenie Niemiec, pracując w polskich organizacjach lub oficjalnych przedstawicielstwach. Po powrocie do kraju został zatrudniony w Państwowym Instytucie Wydawniczym, od 1956 roku kierował w jego ramach redakcją literatury angielskiej.
Tłumaczeniem literatury pięknej zajmował się już w okresie międzywojennym, przy czym swoje ówczesne przekłady publikował w prasie. Po wojnie rozwinął szeroką działalność translatorską, obejmującą utwory między innymi Williama Shakespeare’a, George’a Byrona, Oskara Wilde’a czy Bertolta Brechta. Tłumaczył także fragmenty poetyckie z utworów prozą, jak to było w przypadku Hobbita oraz tomu I–II Władcy Pierścieni J.R.R. Tolkiena w przekładzie Marii Skibniewskiej.

## Życiorys
Urodził się 8 kwietnia 1905 roku w Krakowie. Był synem Stanisława Lewika, urzędnika, i Bronisławy z domu Rychter (Richter). Dzieciństwo spędził w Skawinie i Krakowie. W pierwszym z tych miast ukończył szkołę powszechną, zaś w drugim uczył się w VI i VII Gimnazjum. Jednak maturę zdał już w Gimnazjum w Samborze (1924). 
Następnie rozpoczął studia polonistyczne na Uniwersytecie Jana Kazimierza we Lwowie. W ich trakcie debiutował jako poeta, ogłaszając swój wiersz w prasie (1926), natomiast w 1929 roku otrzymał I nagrodę w turnieju poetyckim Kasyna i Koła Literacko-Artystycznego we Lwowie. W tym samym roku wydał swój pierwszy tomik wierszy.
Współpracował z kilkoma tytułami prasowymi, dla których pisywał recenzje literackie i teatralne, przekłady z literatury pięknej francuskiej i rumuńskiej, jak również publikował na ich łamach kolejne swoje wiersze. W ten sposób związany był między innymi ze „Słowem Polskim” (1927–1931), „Kurierem Literacko-Naukowym” (1928–1937), „Światem Kobiecym” (1928–1932), „Tęczą” (1929–1930) oraz „Wiadomościami Muzycznymi i Literackimi” (1933–1934, prowadził tam dział Ze sceny). Od 1930 roku współpracował także z Polskim Radiem, przygotowując reportaże, felietony literackie, słuchowiska i audycje poetyckie. W tym samym roku został zatrudniony w Wydawnictwie Zakładu Narodowego im. Ossolińskich we Lwowie w charakterze redaktora literackiego.
W 1932 roku obronił doktorat Nowe rymy w świetle badań na teorię istoty wartości i znaczenia współdźwięków. Jego promotorem był Wilhelm Bruchnalski. Sama rozprawa, której fragmenty opublikowano w „Pamiętniku Warszawskim” (numer 7 z 1930), włączała się w dyskusję dotyczącą wersyfikacji grupy Skamandra, zapoczątkowaną jeszcze w 1923 roku przez Kazimierza Nitscha.

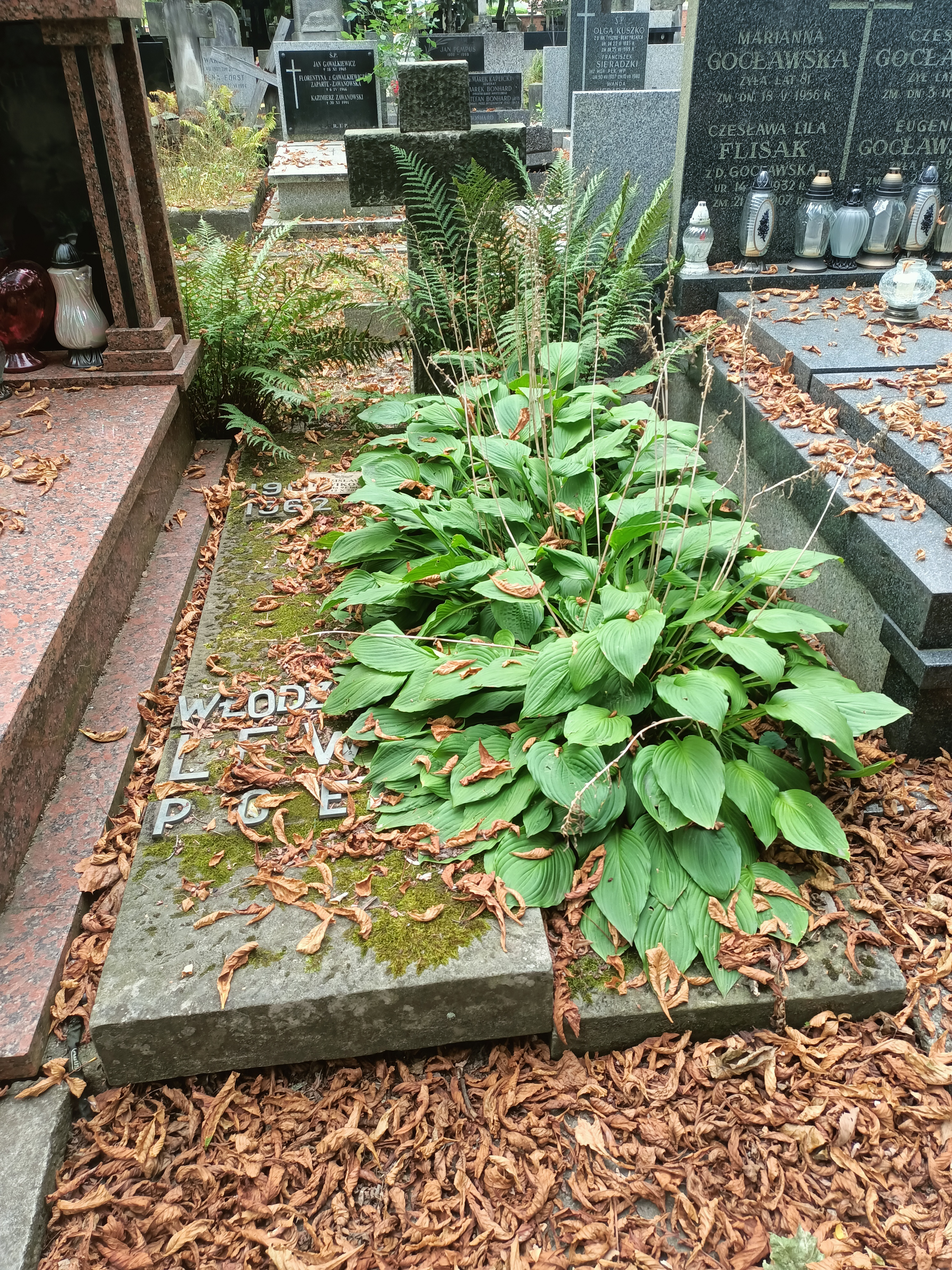
Grób Włodzimierza Lewika na Cmentarzu Powązkowskim

W 1934 roku otrzymał stypendium Departamentu Kultury i Sztuki na wyjazd do Rumunii, Włoch i Francji. Do kraju powrócił w listopadzie 1936 roku, na nowo podjął pracę w Polskim Radiu i Ossolineum. W 1938 roku wstąpił do Związku Zawodowego Literatów Polski, jak również zaczął pracować w Państwowym Wydawnictwie Książek Szkolnych.
Podczas kampanii wrześniowej walczył w rejonie Lwowa. 18 września 1939 roku znalazł się na terytorium Rumunii, internowano go w Târgu Jiu. Resztę wojny spędził w obozach jenieckich, został bowiem wydany Niemcom. W Dorsten (Oflag VI E) i Dössel (Oflag VI B) współorganizował teatr i kierował kursami językowymi oraz nauczycielskimi dla jeńców. Po wyzwoleniu z niewoli niemieckiej (1 kwietnia 1945) został redaktorem pisma „Nasz Płomyczek”, działając w ramach Centrali Szkolnictwa Polskiego na terenie Niemiec, która funkcjonowała w brytyjskiej strefie okupacyjnej. Pozostał w Niemczech do 1950 roku jako pracownik Polskiej Misji Reparacyjnej i Konsulatu Generalnego Polski w Düsseldorfie. 
W 1949 roku wstąpił do Związku Literatów Polskich, zaś w listopadzie następnego roku powrócił do kraju. Podjął pracę w Państwowym Instytucie Wydawniczym. Od 1956 roku kierował w nim redakcją literatury angielskiej. Rok później wstąpił do Polskiego PEN Clubu. Równolegle z pracą w wydawnictwie zajmował się własnymi przekładami.
Był dwukrotnie żonaty. W 1925 roku, przebywając w Paryżu, wziął ślub z Marią Strzelecką. Związek ten nie okazał się udany i zakończył go rozwód (1949). W 1953 roku poeta poślubił Zdzisławę Mirską. Małżeństwo miało jedno dziecko, córkę Krystynę Zofię.
Włodzimierz Lewik zmarł 19 października 1962 roku w Warszawie po krótkiej chorobie. Został pochowany na Cmentarzu Powązkowskim.

## Twórczość poetycka
Pierwszym opublikowanym wierszem Lewika był utwór Krzyż okienny, który w 1926 roku trafił na łamy „Słowa Polskiego”. W jego twórczość widać pewien wpływ Emila Zegadłowicza, pozostawał przez krótki czas blisko grupy literackiej „Czartak”. 
W 1929 roku opublikował swój pierwszy i jak się okazało ostatni za życia, tomik poezji Moje prowincjonałki. Z dobrą oceną ze strony krytyki spotkały się wiersze zawarte w części pierwszej tego zbioru, przywołujące wspomnienia prowincjonalnego miasteczka. W utworach, takich jak Boczna uliczka, Bal w miasteczku czy Pogrzeb, dostrzeżono sięgnięcie po środki wyrazu charakterystyczne dla Skamandrytów, a szczególnie Juliana Tuwima. Tomik uznaje się za najcenniejszą pozycję w jego oryginalnym dorobku.
W ciągu następnych lat poeta publikował kolejne utwory na łamach „Gazety Literackiej”, „Wiadomości Literackich” i „Skamandra”. Już pośmiertnie, w 1964 roku, wyszedł zbiór jego poezji ze wstępem Jana Śpiewaka, na który złożył się wybór z Moich prowincjonałek oraz niepublikowane wcześniej wiersze, a także przekłady z poezji angielskiej, amerykańskiej, łacińskiej, francuskiej, niemieckiej, rumuńskiej, włoskiej i węgierskiej. Lewik napisał także poemat o Janie Kochanowskim, który jednak zaginął podczas II wojny światowej.

## Twórczość translatorska
Jeszcze w okresie międzywojennym zaczął zajmować się przekładami z literatury pięknej. Były to sporadyczne tłumaczenia wierszy Arthura Rimbauda, uznane za znakomite (opublikowane na łamach „Wiadomości Muzycznych i Literackich” z 1933 oraz „Skamandra” z 1938), jak również przekłady utworów niemieckich, które trafiły między innymi do tomu 6 Wielkiej Literatury Powszechnej Wydawnictwa Trzaska, Evert i Michalski. Zgłębiał również romanistykę, w efekcie czego zaczął publikować przekłady z literatury rumuńskiej, zawarte w antologii do Zarysu dziejów literatury rumuńskiej Emila Biedrzyckiego (Lwów 1935) oraz Wyborze wierszy Arona Cotrușa (Lwów 1936). Poza poezją przetłumaczył także z francuskiego nowele Paula Cazina. Nigdy nie zrealizował zapowiadanego przełożenia całości twórczości Rimbauda, a w trakcie wojny przepadła część jego przekładów utworów tego poety, jak i tłumaczeń do antologii poezji angielskiej. 
Jego powojenna twórczość translatorska miała charakter wszechstronny, przy czym szczególne znaczenie miały jego przekłady z angielskiego, między innymi poezji George’a Byrona, Johna Keatsa, Percy’ego Shelleya, Edgara Allana Poe’go oraz dramatów Williama Shakespeare’a i Oskara Wilde’a. Oprócz tego zajmował się przekładami z niemieckiego (poezje Johanna Wolfganga Goethego, dramaty i Ballady Friedricha Schillera, dramaty Bertolta Brechta), francuskiego, jak również utworów Henrika Ibsena. Wiele spośród jego tłumaczeń znalazło się w wydanych już po jego śmierci antologiach Poeci języka angielskiego (Warszawa 1969) i Antologia poezji francuskiej (Warszawa 1970). Ponadto pisał wstępy i posłowia do wydawanych przez PIW dzieł literatury angielskiej, między innymi niektórych dramatów Shakespeare’a, Historii życia Toma Jonesa Henry’ego Fieldinga, Podróży Guliwiera Jonathana Swifta czy Przypadków Robinsona Crusoe Daniela Defoe’a. Był ceniony jako tłumacz i cieszył się sympatią w środowisku. Podkreślano zarówno jego duże umiejętności w zakresie oddawania treści i tonacji stylowej oryginału, jak i dużą wrażliwość poetycką oraz nowoczesność warsztatową, czego przykładem był przekład Opowieści zimowej Shakespeare’a. 
Poza samodzielnymi przekładami tłumaczył także fragmenty poetyckie z utworów prozą, wręcz na masową skalę. Tak było w przypadku Hobbita oraz Władcy Pierścieni J.R.R. Tolkiena w przekładzie Marii Skibniewskiej. W przypadku drugiej z tych powieści Lewik przetłumaczył wiersze z tomów I i II, śmierć uniemożliwiła mu zajęcie się tomem III. Od 1996 roku w wydaniach Władcy Pierścieni z poprawionym przekładem Skibniewskiej, część jego tłumaczeń została zastąpiona pracami Tadeusza A. Olszańskiego, co wynikało z tego, że niektóre rozwiązania translatorskie Lewika okazały się niezgodne z opublikowanymi w późniejszych latach tekstami Tolkiena.

## Lista przekładów

### Przekłady
| Autor                      | Tytuł                                                | Data wydania | Wydawca, uwagi |
| -------------------------- | ---------------------------------------------------- | ------------ | --- |
| Aron Cotruș                | Wybór wierszy                                        | 1936         | Liga Polsko-Rumuńska, przedmowa Emila Biedrzyckiego |
| Bertolt Brecht             | Kaukaskie kredowe koło                               | 1953         | Państwowy Instytut Wydawniczy, wydane w zbiorze Trzy dramaty, pozostałe w przekładach Stanisława Jerzego Leca i Zbigniewa Krawczykowskiego                                  |
| Johann Wolfgang von Goethe | Götz von Berlichingen Żelaznoręki. Dramat w 5 aktach | 1954         | PIW, tom 2 w serii Dzieł wybranych Goethego |
| Kuo Mo-żo                  | Pisma wybrane                                        | 1955         | PIW, przekład z angielskiego i chińskiego wspólnie z Haliną Smisniewicz-Andrzejewską i Olgierdem Wojtasiewiczem                                                             |
| Friedrich Schiller         | Dymitr                                               | 1955         | PIW, druk fragmentów w tomie 3 serii Dzieł wybranych Schillera |
| Bertolt Brecht             | Dobry człowiek z Syczuanu                            | 1956         | PIW |
| Henrik Ibsen               | Podpory społeczeństwa                                | 1956         | PIW, wydane w zbiorze Dramaty Ibsena |
| Christopher Fry            | Szkoda tej czarownicy na stos                        | 1958         | dramat, opublikowany w czasopiśmie „Dialog”, przekład wspólnie z Cecylią Wojewodą                                                                                           |
| Henrik Ibsen               | Budowniczy Solness                                   | 1958         | PIW, wydane w zbiorze Dramaty Ibsena |
| Aldous Huxley              | W cudacznym korowodzie                               | 1959         | Czytelnik, powieść, przekład wspólnie z Bronisławem Zielińskim |
| William Shakespeare        | Zimowa opowieść                                      | 1961         | PIW |
| Oscar Wilde                | Mąż idealny                                          | 1961         | PIW, wydane w zbiorze Cztery komedie Wilde’a |
| Oscar Wilde                | Wachlarz lady Windermere                             | 1961         | PIW, wydane w zbiorze Cztery komedie Wilde’a |
| Bertolt Brecht             | Sąd nad Lukullusem                                   | 1962         | PIW, wydane w zbiorze Dramaty Brechta |
| William Shakespeare        | Ryszard III                                          | –            | przekład powstał przed 1962 rokiem, został wykorzystany w adaptacji radiowej fragmentów dramatu pod tytułem Ryszard III, czyli sroka złodziej Zbigniewa Kopalki z 1970 roku |
| Oscar Wilde                | Bajki                                                | 1988         | Polskie Towarzystwo Wydawców Książek, przekład wspólnie z Ewą Berberyusz i Marią Feldmanową                                                                                 |

### Prace redakcyjne
| Autor               | Tytuł                                                                                      | Data wydania | Wydawca, uwagi |
| ------------------- | ------------------------------------------------------------------------------------------ | ------------ | --- |
| William Shakespeare | Pięć dramatów: Sen nocy letniej; Romeo i Julia; Wesołe kumoszki z Windsoru; Hamlet; Makbet | 1955         | PIW, redakcja zbioru z przekładami Stanisława Koźmiana, Józefa Paszkowskiego i Leona Ulricha oraz wstępem Jana Parandowskiego |
| William Shakespeare | Dzieła dramatyczne                                                                         | 1958         | PIW, t. 1–6, przypisy wspólnie z Anną Staniewską                                                                              |
| William Shakespeare | Hamlet królewicz duński                                                                    | 1961         | PIW, wstęp, aneks i przypisy do przekładu J. Paszkowskiego                                                                    |